# جاي باركر
جاي باركر (بالإنجليزية: Jay Barker)‏ هو لاعب كرة القدم الكندية أمريكي، ولد في 20 يوليو 1972 في برمنغهام في الولايات المتحدة.

## وصلات خارجية
- جاي باركر على موقع قاعة ألاباما للمشاهير الرياضية (مؤرشف) (الإنجليزية)